# Монс Ауреус (часопис)
Монс Ауреус: часопис за књижевност, уметност и друштвена питања је часопис који издаје Народна библиотека Смедерево.

## О часопису
Први број је објављен у октобру 2003. године, а часопис излази 4 пута годишње. Аутори и сарадници часописа су еминентни ствараоци из различитих области (књижевност, уметност, друштвена питања), од академика до студената. Часопис објављује прилоге о достигнућима на савременој културној сцени, а посебан допринос даје истраживању књижевне баштине Смедерева. Прилоге у часопису одликује тематска разноврсност, актуелност, ваљана процена битног и делотворног у српској култури, књижевности, уметности и друштву. Од првог броја, Монс Ауреус је заснован на неколиким окосним рубрикама смишљеним тако да повезују традицију и савременост, завичајно и универзално, националне, европске и светске вредности.

## Сталне рубрике
Неке од сталних рубрика часописа су:
1. Орфејевим трагом – поезија, рубрика која отвара сваки број;
2. Скрипторијум – проза, рубрика која упознаје читаоце са актуелном књижевном продукцијом;
3. Аристотелов дурбин – назив је студије језуите Емануела Тезаура о поетици стила. Тезауро под Аристотеловим дурбином подразумева специфичан начин посматрања књижевних чињеница. Основни принцип, за њега, јесте задовољство интелекта, а управо то пружају нам текстови пробрани за блок са овим називом.
4. Беседе и Симпосион - рубрике посвећене реторичким врстама и жанровима;
5. Баштина нас упознаје и подсећа на наше културно наслеђе;
6. Галерија даје приказе изложби, бијенала, или уметничких портрета наших познатих и признатих уметника.
7. Фокус указује на занимљивости, али и на проблеме у најширој културолошкој сфери: од језика и књижевне критике, до психологије, религије и антропологије културе.
8. Добро и Екслибрис представљају рубрике специјализоване за књижевност за децу, односно, библиотекарство, и стога су драгоцене у погледу прилога у својим сферама.

Часопис Монс Ауреус изазива велико интересовање културне јавности, а за квалитет добија подједнако високе оцене како од књижевне критике тако и од читалачке публике. Народна библиотека Смедерево у размени за Монс Ауреус добија више од 30 других часописа. До фебруара 2016. године изашло је 50 бројева часописа Монс Ауреус. Часопис је од 27. броја читалачкој публици доступан и у PDF-u.